# ドラヴァ地方
ドラヴァ地方（Drava Statistical Region (スロベニア語: podravska statistična regija)）は、スロベニアの地方である。最大都市はマリボル。ドラーヴァ川が名前の由来である。北東部にはポホリェ山脈が走る。ドラーヴァ川には水力発電所が有る。純移動率は正だが、少子化が進んでいる。

## 自治体
ドラヴァ地方には41の自治体がある。

その内2012年の人口が1万人以上であるのは次の3市。
- マリボル：11.09万人
- プトゥイ：2.35万人
- ホチェ＝スリヴニツァ：1.1万人

## 経済
- 第一次産業：0.8%
- 第二次産業：35.8%
- 第三次産業：63.4%

## 観光

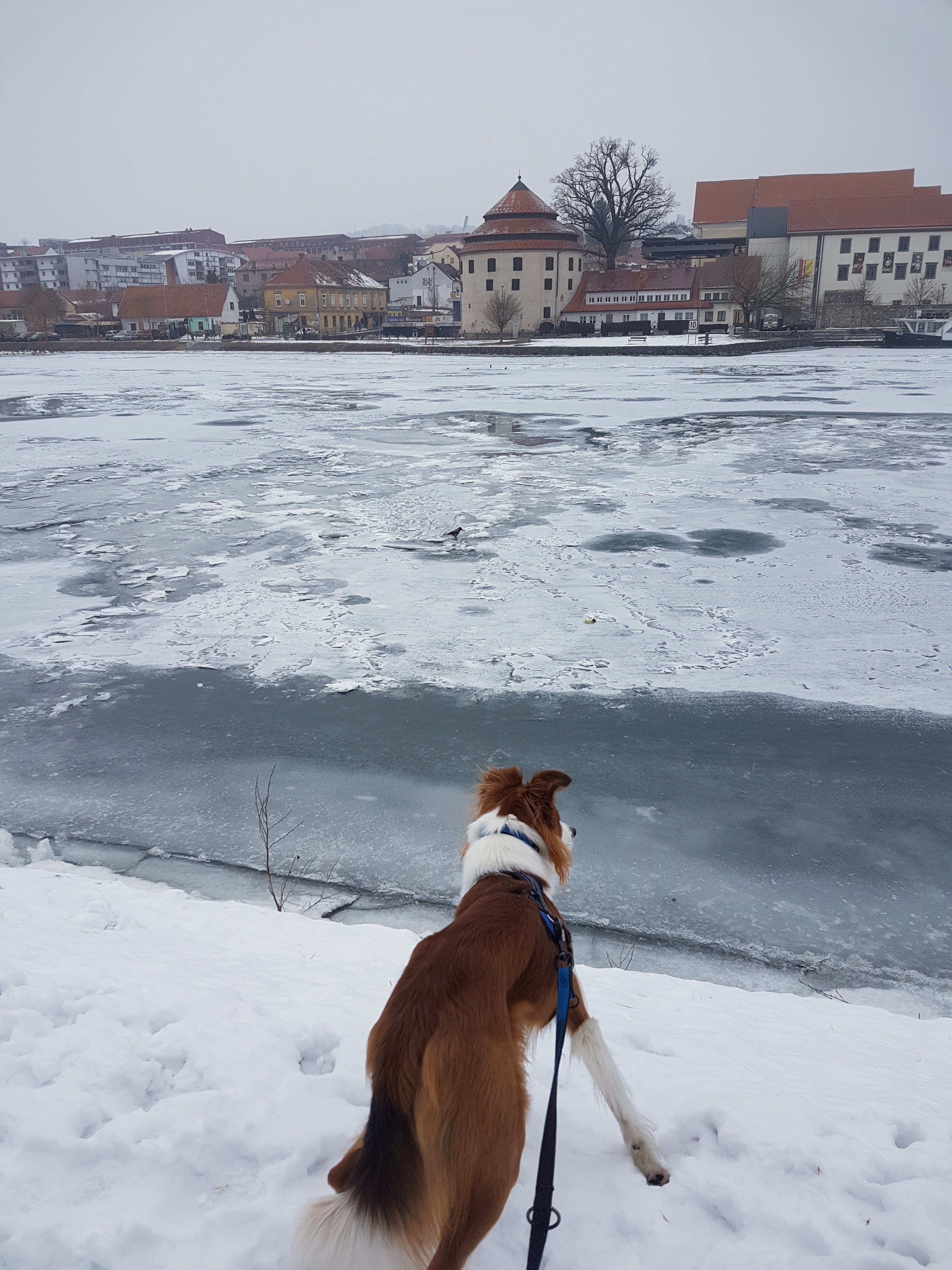
冬のマリボル市街とドラヴァ川

外国からの観光客の68.9%がこの地方を訪れる。

## 交通
- 高速道路:132.7km
- その他の道路：6422.9km